# アクター (漫画)
『アクター』は、かわぐちかいじによる日本の漫画作品。1984年から1988年にかけて講談社の『モーニング』にて連載された。
1987年には第11回講談社漫画賞一般部門を受賞した。

## 概要
現代の日本の映画やテレビドラマの撮影現場を主な舞台として、大衆演劇の女形である主人公・竹村雲母を中心とした群像劇で描いたフィクション作品であり、それまで、ヒット作品に恵まれていたとは言えないかわぐちかいじをメジャーに押し上げた作品である。
かわぐちによれば、以下のように大衆演劇の面白さに影響を受けて本作を執筆したとのことである。
この作品を描くきっかけになったのは、当時観た大衆演劇の面白さだった。ようは、歌舞伎のいいとこどりという何でもあり。それらしけりゃいいという、批判精神の入った雑多なエネルギーが面白かった。

## あらすじ
竹村雲母（キララ）は、実相寺監督により、大衆演劇の女形から、超大作映画『ジーザス・クライスト』の主役に抜擢される。一方、本来の主役であった中条達彦は、主役を下ろされ脇役にされてしまう。そんな中で、キリストとユダの愛憎と、キララと中条の愛憎が交錯し、中条はキララの顔に斬りつけてしまう。完成した『ジーザス・クライスト』は上映時間4時間半を超え、実相寺監督は、上映時間のカットを迫られるが、黒岩プロは、見込まれていた興行収入の50億でこの映画を買いたいと申し出た上に、キララの獲得にも動く。
黒岩プロ付の助監督・夢野万作は、清純派アイドルの菊地英子とキララで、愛欲ドロドロのX指定映画『四谷怪談』を撮ろうとする。キララは岩上志保と男女の関係になるが、英子も撮影を通じてキララに惹かれていく。3人の愛憎が絡み合う中で、中条達彦も登場。「二人一役」で伊右衛門を演じ、より光る演技をした方を使うことになる。紅蓮の炎の中で、惚れた男を死んでも渡さぬ覚悟のお梅・英子、怨霊となって、伊右衛門 に襲いかかるお岩・岩上、3人もろとも地獄へ行こうとするキララ・伊右衛門のラストシーンはこの映画にふさわしい出来栄えとなった。公開された『お梅の恋』は、記録的大ヒットとなったが、キララは心身症となってしまう。その一方でこの映画を見たパメラ後藤は、キララ主演の映画を撮ろうと考えた。
パメラ後藤が撮る映画『獣人キララ』により、キララは精神的に追いつめられていく。キララは、母親に対する殺意と愛情を、共演女優で もあるパメラにぶつけるが、パメラはそれを煽り続ける。
完成した『獣人キララ』の完成披露試写会・記念パーティーには日本及び世界の映画関係者、各国の駐日大使、著名人など1000人が訪れた。キララと英子はパーティー会場を抜けだして愛を確かめ合う。

## 主な登場人物
竹村雲母（たけむらキララ）
本作の主役。幼少期の両親に対する複雑な思いから、演技に過剰なまでに愛憎を持ち込んでしまうという特徴がある。大衆演劇『竹村座』の女形だったが、実相寺監督に見出され、映画『ジーザス・クライスト』の主演キリスト役に抜擢される。ノベプロに所属するが、黒岩プロを丸ごと冴子にプレゼントすると言って黒岩プロに移籍する。黒岩プロの看板番組『太陽の刑事』に「刑事クリスチャン」役で出演。映画『お梅の恋』では民谷伊右衛門を、映画『獣人キララ』では「獣人キララ」役を演じる。
中条達彦
ナンバー1アイドルから『ノベプロ』の看板スターになろうとしている。ニューヨークで半年間修行し、『ジーザス・クライスト』主演のために帰国するもキララに主演を交代させられ、ユダ役となり不満を持つ。撮影中にキララの頬を切りつけてしまう。『お梅の恋』ではキララと2人1役で伊右衛門を演じる。
薬丸ケイ子
「角丸映画」の秘蔵っ子。『ジーザス・クライスト』ではマグダラのマリアを演じる。キララから想いを寄せられていると感じていたが、後にそれが自分に向けられたものではないと気づく。
実相寺昭雄
映画監督。キララの運命に立ち向かう透明なまなざしに惹かれ、『ジーザス・クライスト』の主役に抜擢する。完成した『ジーザス・クライスト』は4時間半もの長さとなってしまう。
野辺冴子
大手芸能プロ「ノベプロ」の社長。『ジーザス・クライスト』の主演交代に当初は契約違反として反発していたものの、キララの売り込みにより方針を転換する。
黒岩英雄
「黒岩プロ」の社長で看板スター。
矢吹哲也
「黒岩プロ」で黒岩に次ぐ看板スター。『お梅の恋』では間男の按摩・宅悦を演じる。
石立鉄子
「黒岩プロ」のスタイリスト。
赤星
「黒岩プロ」の専務。『ジーザス・クライスト』の興行権を50億円で購入する。
桜井健一
「黒岩プロ」でキララのマネージャー。元役者志望。
岡村由起
「青俳プロ」の売れっ子。『刑事クリスチャン』でヤクザの情婦・由美を演じる。暴力団・関東K会がパトロンになっている。
夢野万作
「黒岩プロ」の若手監督。キララと菊地英子で、愛欲ドロドロの「四谷怪談」『お梅の恋』を撮ろうと企画する。
菊地英子
清純派アイドルだったが、『お梅の恋』で濡れ場に挑むことに。撮影を通してキララに惹かれていき、次回作『獣人キララ』にも出演を志願する。
岩上志保
大女優で『お梅の恋』では岩を演じる。キララを巡って菊地英子と火花を散らす事に。
藤田敏六
大御所の映画監督で夢野の師匠に当たる。岩上志保と男女の関係にある。
響子
夢野の情婦。藤田のもとでシナリオライターをやっていたが、進行麻痺により知能の低下がある。
菊地文
英子の母親で元大女優。英子をアイドルから女優へと脱皮させたいと考えている。
パメラ後藤
ロサンゼルス在住の日系3世。シナリオライターとして評価が高いが監督としては評価されていない。キララを主演として『獣人キララ』を撮ろうと企画する。『獣人キララ』では、監督と同時に女優として、キララを捕獲しようとする司令官役を演じる。

## 書籍情報
講談社 モーニングKC
- アクター(1)（1985年2月15日、ISBN 978-4-06-102536-3）
- アクター(2)（1985年8月15日、ISBN 978-4-06-102548-6）
- アクター(3)（1985年12月13日、ISBN 978-4-06-102557-8）
- アクター(4)（1986年4月18日、ISBN 978-4-06-102564-6）
- アクター(5)（1986年9月18日、ISBN 978-4-06-102584-4）
- アクター(6)（1986年12月18日、ISBN 978-4-06-102593-6）
- アクター(7)（1987年3月18日、ISBN 978-4-06-102603-2 ）
- アクター(8)（1987年6月18日、ISBN 978-4-06-102609-4）
- アクター(9)（1987年9月22日、ISBN 978-4-06-102621-6）
- アクター(10)（1987年12月17日、ISBN 978-4-06-102628-5）
- アクター(11)（1988年3月23日、ISBN 978-4-06-102635-3）
- アクター(12)（1988年5月23日、ISBN 978-4-06-102641-4）
- アクター(13)（1988年7月23日、ISBN 978-4-06-102648-3）
- アクター(14)（1988年9月22日、ISBN 978-4-06-102653-7）

講談社漫画文庫
- アクター(1)（1996年9月12日、ISBN 4-06-260280-6）
- アクター(2)（1996年9月12日、ISBN 4-06-260281-4）
- アクター(3)（1996年11月12日、ISBN 4-06-260288-1）
- アクター(4)（1996年11月12日、ISBN 4-06-260289-X）
- アクター(5)（1996年12月12日、ISBN 4-06-260305-5）
- アクター(6)（1996年12月12日、ISBN 4-06-260306-3）
- アクター(7)（1997年1月10日、ISBN 4-06-260307-1）
- アクター(8)（1997年1月10日、ISBN 4-06-260308-X）
- アクター(9)（1997年1月10日、ISBN 4-06-260309-8）